# Jimmy Chin
Jimmy Chin (* 12. října 1973 Mankato) je americký horolezec a dokumentarista.
V roce 2008 se spolu s Conradem Ankerem a Renanem Öztürkem pokusil vystoupit na horu Meru v Himálaji; úspěchu dosáhli až při druhém pokusu o tři roky později. V roce 2015 byl uveden celovečerní dokumentární film Meru. Mezi jeho další úspěchy patří sjezd z Mount Everestu na lyžích. Je držitelem Oscara za film Free Solo (2018) o nejištěném výstupu Alexe Honnolda na El Capitan. Film The Rescue pojednává o záchraně fotbalového družstva ze zatopené jeskyně v Thajsku. V roce 2021 vydal fotografickou knihu There and Back.
Jeho manželkou je dokumentaristka Elizabeth Chai Vasarhelyi, s níž má dvě děti.